# Протитанковий їжак

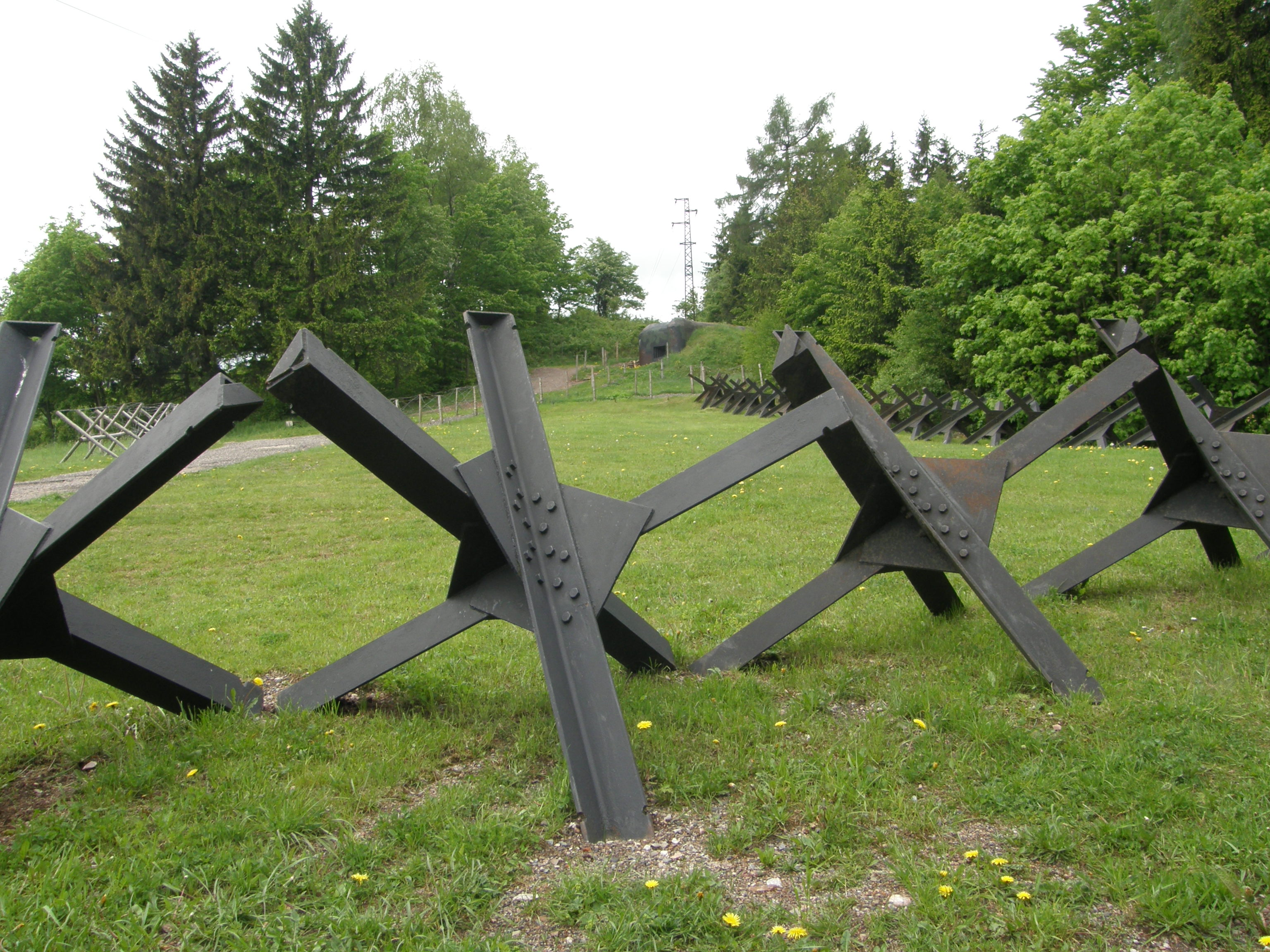
Протитанкові їжаки на кордоні Чехії та Німеччини

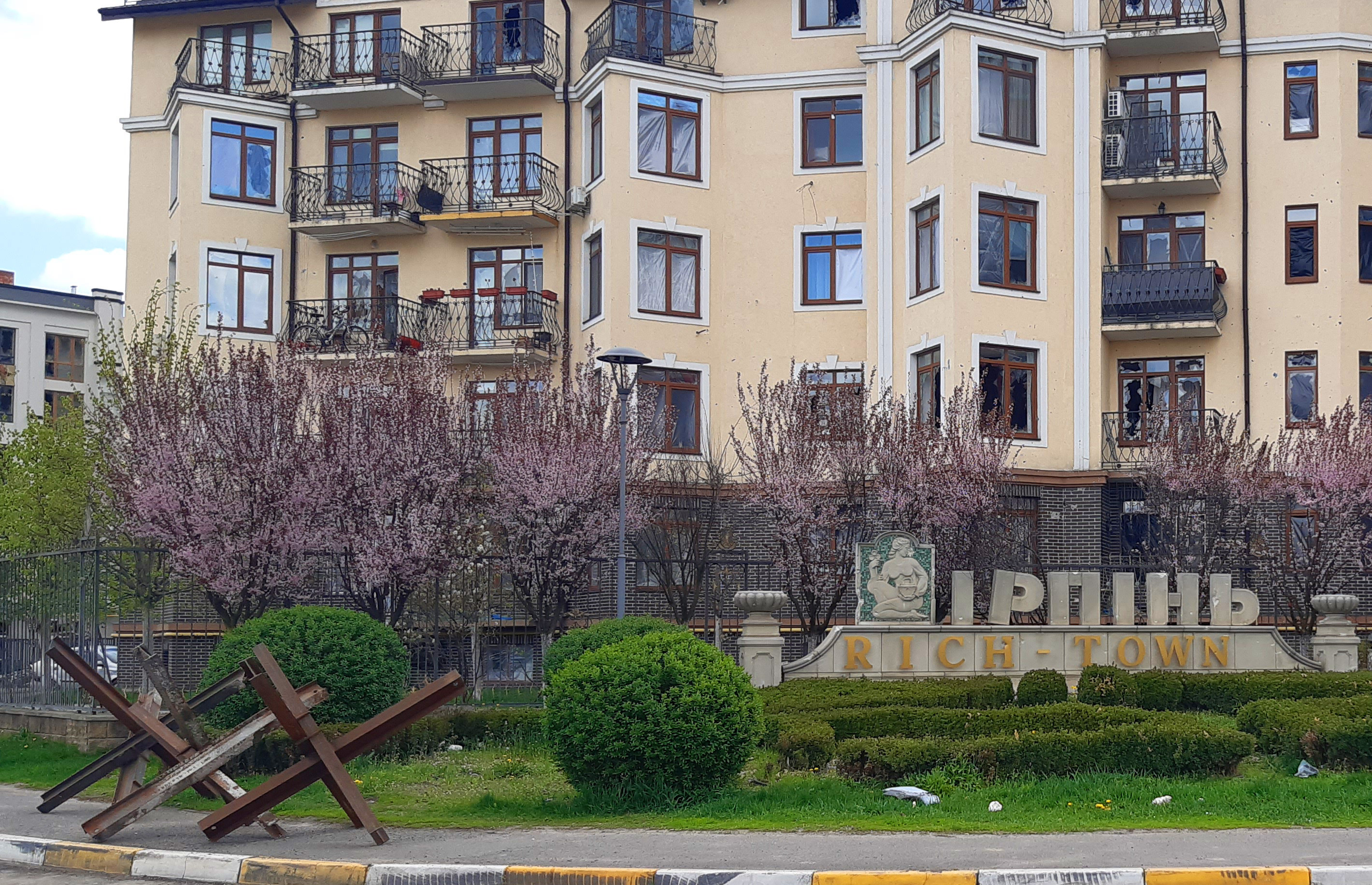
Протитанкові їжаки під час битви за Ірпінь

Протитанковий їжак  (чеський їжак) (чеськ. rozsocháč) — найпростіше протитанкове загородження у вигляді об'ємних шестикінечних зірок з металу. Цей оборонний засіб вперше використано на чесько-німецькому кордоні до 1938 року. В 1941 році винахід удосконалений Михайлом Горіккером, радянським генерал-майором технічних військ, в той час начальником оборони Києва і начальником Київського танкового училища. Їжаки менш ефективні, ніж міни та інші загородження, натомість їх можна виготовляти у великих кількостях з підручних матеріалів без застосування високих технологій і легко перекидати з однієї ділянки на іншу, що особливо цінно в воєнний час.

## Будова та принцип дії

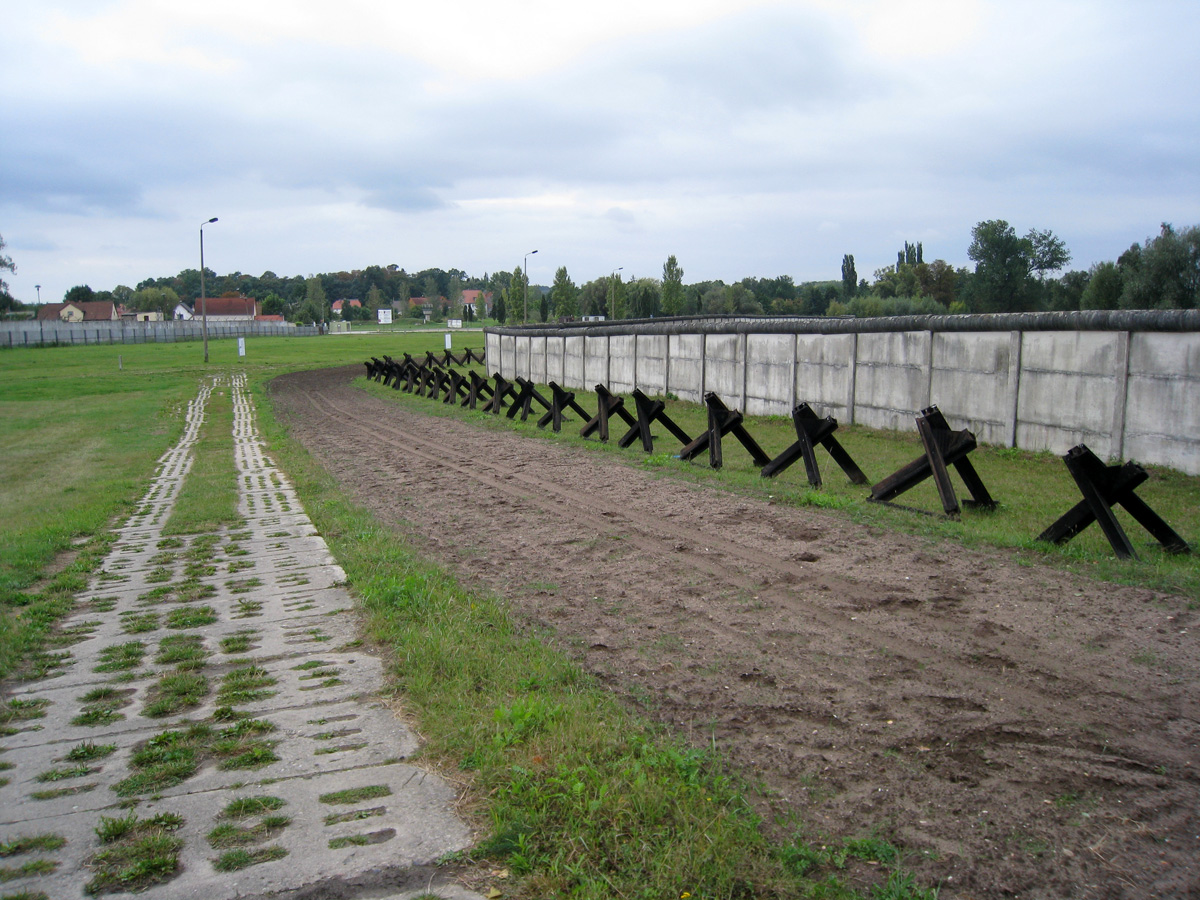
Stahligel («Сталеві їжаки») на колишньому кордоні НДР з ФРН

Їжак роблять із трьох шматків сталевого прокату (зазвичай двутавра — рейка, кутик тощо) таким чином, щоб кінці балок утворювали октаедр. З'єднують балки заклепками на косинках (конструкція повинна витримувати вагу танка — до 60 тонн). На їжаках промислового виробництва залишають отвори для колючого дроту, одну з балок роблять змінною. Щоб ускладнити роботу ворожим саперам, їжаки можна з'єднувати ланцюгами або тросами, мінувати територію навколо тощо.
Їжаки встановлюються на твердому ґрунті (краще за все підходить асфальтове покриття вулиць). Бетон не годиться — по бетону їжак буде ковзати. Якщо танкіст спробує відштовхнути їжак, той перекочується під днище, і танк виявляється піднятим. Гусениці втрачають зчеплення з землею, танк починає буксувати і часто виявляється нездатним з'їхати з їжака; балка, що виступає вгору, може навіть пробити днище. Оборонцям залишається тільки знищувати танки, що зупинилися, і не давати танкістам розтягнути їжаки буксирними тросами. А якщо супротивник повів танки іншим шляхом — протитанкова оборона виконала своє завдання.
Їжаки мають розмір близько 1 м у висоту — більше дорожнього просвіту танка, але нижче за його лобовий лист. Недоцільно робити їжаки великих розмірів — їжак, який виявиться вищим за лобовий лист, танк легко зрушить.

## Історія

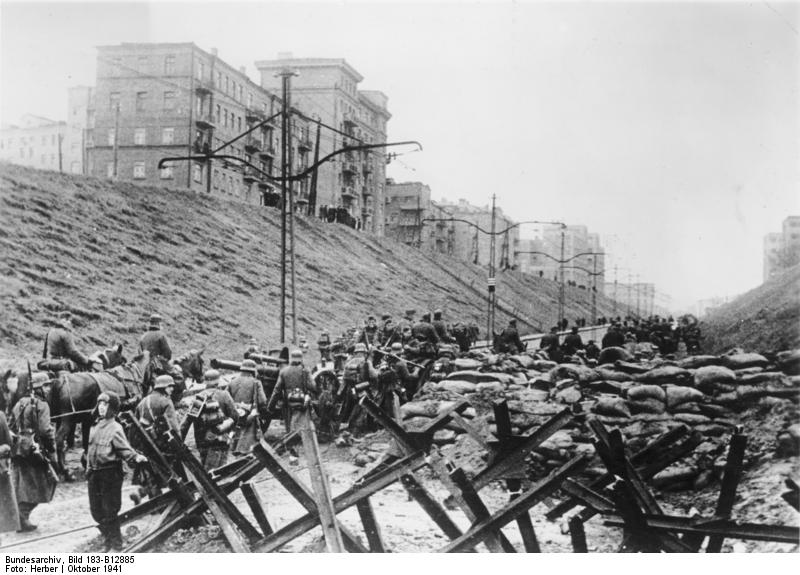
Протитанкові їжаки в Харкові, 25 жовтня 1941. Міцність таких «їжаків» сумнівна, а розмір — майже людського зросту — явно перевищений.

Протитанкові їжаки розвивають ідеї рогаток — такі загородження проти піхоти і кінноти були відомі ще з часів Стародавнього Риму. З появою колючого дроту рогатки стали обплітати ним, що призвело до позиційної війни — для успіху атаки атакуючі сили повинні були в кілька разів перевершувати в чисельності оборонців. Втім, танк був винайдений саме для того, щоб ефективно долати такі загородження.
Протитанкові властивості рогаток відкрили в Чехословаччині (звідси англійська назва загородження — Czech hedgehog, «чеський їжак»). Там їх виготовляли з залізобетону та робили нерухомими. Але чеська конструкція «їжаків» виявилася недосконалою, їхнє виробництво вимагало значного часу та коштів.
Досконалішу конструкцію «їжаків» 1–3 липня 1941 року розробив у СРСР генерал-майор інженерних військ Михайло Горіккер. Випробування на танкодромі Київського танково-технічного училища підтвердили ефективність «шестиконечної зірочки» (так Горіккер назвав пристрій, тому в документах їжаки іноді значаться як «зірочки Горіккера»), яка клалася на землю, а не закріплялася в ній, а тому могла закочуватися під ворожий танк. У результаті днище танка піднімалося і його гусениці втрачали зчеплення з землею; «їжак» міг пошкодити трансмісію чи проткнути днище. Такі загородження використовувалися при обороні Одеси, Києва, Москви, Ленінграда, Севастополя та в інших операціях.
У Другій світовій війні їжаки застосовувалися у міських боях, ставши символом протитанкової оборони. Проте часто вони виготовлялися не за інструкцією: в 1,5–2 рази більші, ніж потрібно, з погано скріплених балок. Такі загородження не могли виконувати свою функцію і замість закочуватися під танки просто відсовувалися ними.
Протитанкові їжаки стали одним із символів битви за Москву восени-зимою 1941 року, де їх було встановлено близько 37,5 тисяч. Німецькі війська доволі швидко виробили способи протидіяти «їжакам», розсовуючи їх тросами. Тому радянські солдати були змушені додатково захищати загородження мінами, кулеметними та гарматними точками. Для укріплення загороджень «їжаки» зв'язували разом або прив'язували до нерухомих предметів.
На Ленінградському шосе Москви стоїть пам'ятник у вигляді трьох їжаків — так відзначений кордон, до якого дійшли німці у 1941 році.
Також їжаки використовувалися німцями в обороні Нормандії.
За Холодної війни випробування, проведені чехословацькою армією, довели низьку ефективність металевих їжаків проти важкої бронетехніки типу радянських ІСУ-152 і Т-54 або німецьких Panther. Загалом 40% спроб прориву загороджень були успішними, тому замість їжаків стали розроблятися інші види загороджень. Попри те їжаки зберегли своє значення для протидії легкому колісному транспорту.
Під час російсько-української війни протитанкові їжаки масово вироблялися в перші тижні широкого російського вторгнення у 2022 році. Для цього почасти розбиралися залізничні колії. Також використовувалися в Польщі для укріплення кордонів з Білоруссю на початку 2023. Разом з тим помітне значення їжаків стало символічним: як основ для мистецьких творів.